# Bernd Klingner
Bernd Klingner, född 28 januari 1940 i Oberlichtenau, är en före detta västtysk sportskytt.
Han tävlade i olympiska spelen 1960, 1968 samt 1972. Han blev olympisk guldmedaljör i gevär vid sommarspelen 1968 i Mexico City.